# James Ponsoldt

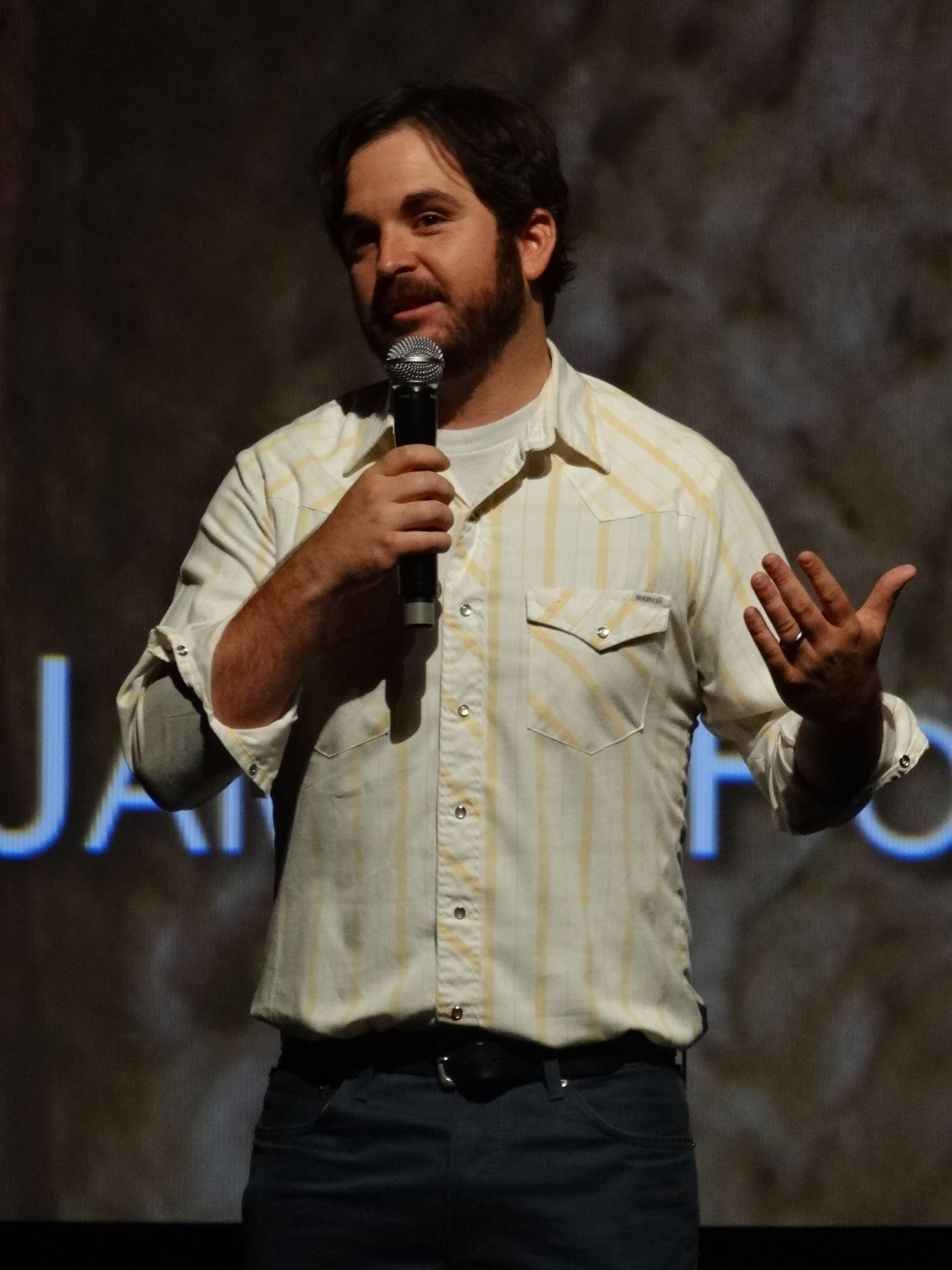
Ponsoldt auf dem Festival des amerikanischen Films 2012

James Adam Ponsoldt (* 1978 in Athens, Georgia) ist ein US-amerikanischer Regisseur, Drehbuchautor, Produzent und Schauspieler.

## Leben und Werdegang
Ponsoldt wurde 1978 als Sohn von James F. Ponsoldt und dessen Frau Susan E. Teason geboren. Sein Großvater war der Künstler William Teason. Seit September 2010 ist er mit Megan Hollaway verheiratet.
Er studierte an der Yale University, wo er einen Bachelor erreichte und schloss sein Studium mit einem Master of Fine Arts an der Columbia University ab.
Nach verschiedenen Kurzfilmen drehte er 2006 mit Off the Black seinen ersten Spielfilm mit Schauspielern wie Nick Nolte, Trevor Morgan und Rosemarie DeWitt. Sein zweiter Spielfilm Smashed widmete sich dem Thema der Alkoholkrankheit. Die Hauptrollen übernahmen Mary Elizabeth Winstead und Aaron Paul.
Ponsoldts vierter Spielfilm The End of the Tour feierte seine Premiere beim Sundance Film Festival 2015. Der Film zeichnet die Interviews des Journalisten David Lipsky (gespielt von Jesse Eisenberg) mit dem Autor David Foster Wallace (gespielt von Jason Segel) während der Promotiontour für das Buch Unendlicher Spaß nach.
2017 zeichnete Ponsoldt bei The Circle, der Verfilmung des dystopischen Romans Der Circle von Dave Eggers, für Regie, Drehbuch und Produktion des Films verantwortlich.

## Filmografie (Auswahl)
- 2003: Rush Tickets (Kurzfilm; Regie, Drehbuch)
- 2003: Coming Down the Mountain (Kurzfilm; Regie, Drehbuch)
- 2004: Junebug and Hurricane (Kurzfilm; Regie, Drehbuch, Produktion)
- 2006: Off the Black (Regie, Drehbuch, Schauspieler)
- 2008: We Saw Such Things (Kurzfilm; Regie, Produktion)
- 2012: Smashed (Regie, Drehbuch)
- 2013: The Spectacular Now – Perfekt ist jetzt (The Spectacular Now; Regie)
- 2013: Parenthood (Fernsehserie, 1 Folge; Regie)
- 2014: Shameless (Fernsehserie 1 Folge; Regie)
- 2015: The End of the Tour (Regie)
- 2015: Master of None (Fernsehserie, 2 Folgen; Regie)
- 2017: The Legend of Master Legend (Fernsehfilm; Regie)
- 2017: The Circle (Regie, Drehbuch, Produktion)
- 2017: Thin Ice (Fernsehfilm; Regie)
- 2018–2019: Sorry for Your Loss (Fernsehserie, 6 Episoden; Regie)
- 2022: Summering (Regie, Drehbuch, Produktion)
- 2023: Shrinking (Fernsehserie, Regie, Produktion)
- 2023: Daisy Jones & the Six (Fernsehserie, Drehbuch, Produktion)